# Циклевание

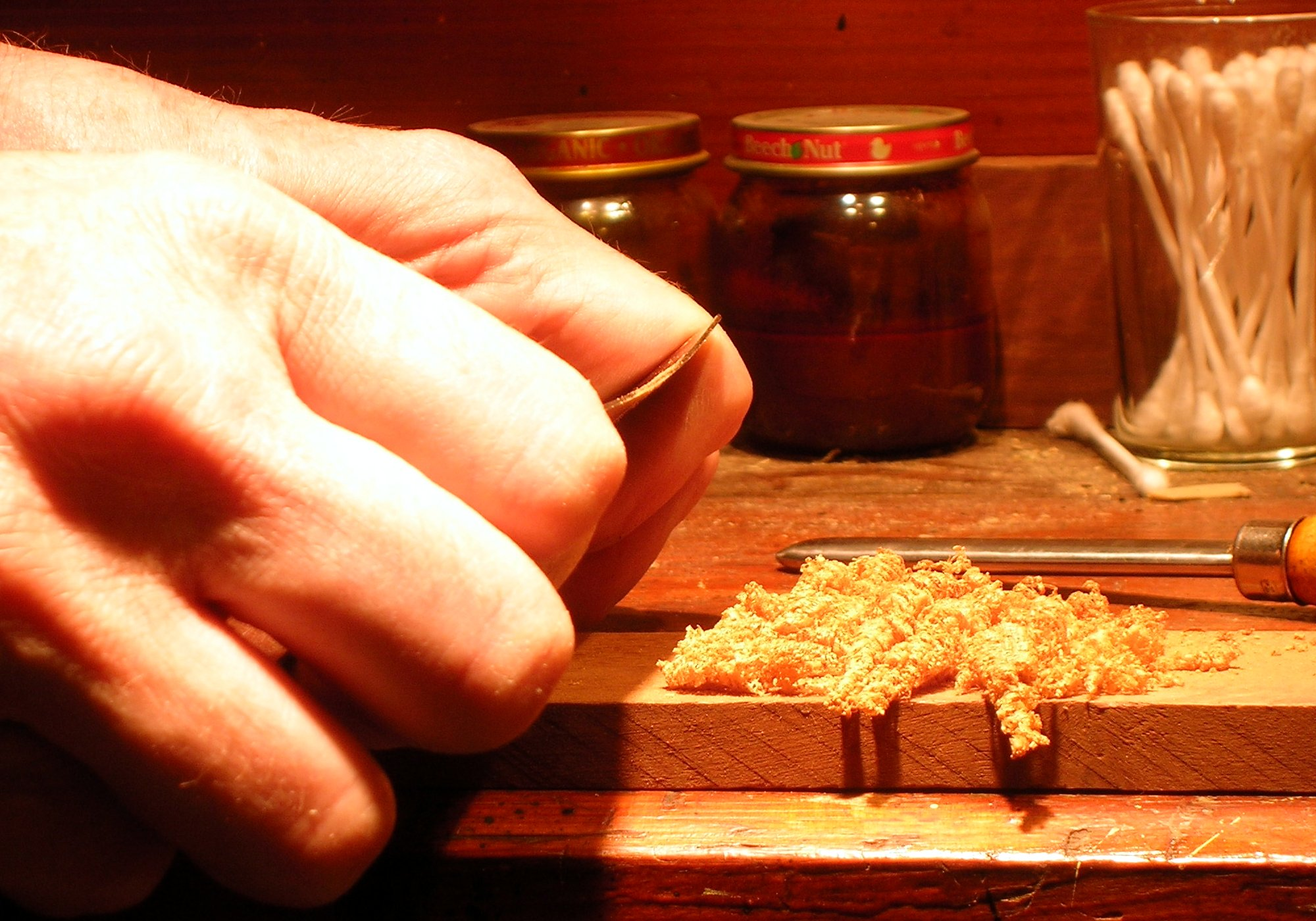
Цикля в работе

Циклева́ние (циклёвка) — технология выравнивания деревянных (реже пластмассовых) поверхностей скоблением.
Циклевание выполняется столяром циклей или скобелем для сглаживания поверхности дерева после его строгания, так как рубанки и шлихтики всегда оставляют после себя более или менее заметные углубления, которые следует устранить при окончательной отделке дерева, или механизированным оборудованием. Не следует путать циклевание с абразивным шлифованием и строганием.

## Технология
Цель циклевания — удаление незначительных неровностей и деревянного «ворса» после режущего инструмента. Циклевание выполняют соскабливанием с поверхности тонкой стружки. Снимается слой материала толщиной в сотые или десятые доли миллиметра. Чтобы процесс являлся именно скоблением, а не резанием (как при строгании), цикля имеет специальную заточку. Цикля — стальная или стеклянная пластина с заточкой около 90 градусов (практически срез или скол). Качественные цикли имеют заусенец по рабочей поверхности, который и скоблит материал.
Перед работой рекомендуется смачивать дерево для облегчения процесса. Циклю ведут всегда вдоль волокон, немного наклоняя в сторону продвижения.
В зависимости от исходного состояния и конечных требований циклевание может быть промежуточной операцией между грубой обработкой (резка, строгание, фрезерование) и финишной обработкой (полированием).
Циклюют не только плоские, но и поверхности сложной формы с применением фигурных цикль.

## Применение
Циклевание — широко распространенная ручная столярная операция. В промышленности практически не применяется в связи с низкой производительностью и сложностью заточки цикль. Взамен применяют строгание и шлифование.
Наиболее известно в быту циклевание деревянных (паркетных) полов — циклёвка паркета. Однако, строго говоря, эта операция в наше время исконно циклеванием не является, потому что изменилась сама технология обработки деревянных покрытий и теперь она выполняется специальными шлифовальными машинами, поэтому правильнее говорить — шлифовка паркета.
Даже если кто-то в современном мире будет утверждать, что качественную обработку паркета или досок можно выполнить ручным инструментом — это неправда, сейчас это уже является устаревшей методикой и можно только навредить паркету. Поэтому циклю на паркетных полах не используют.
Известно также циклевание лыж (в том числе с пластиковыми скользящими поверхностями). Применяется как для выравнивания мелких повреждений скользящей поверхности так и для удаления наслоений скользящих и защитных мазей. В последнем случае применяют мягкие цикли, не повреждающие скользящую поверхность, например из пластмассы.

## Циклёвка паркета
Это восстановление деревянных полов с использованием специальных шлифовальных машин, которые снимают старое защитное покрытие с поверхности дерева (лак или масло) и выравнивают плоскость пола, поскольку дерево со временем может незначительно терять свою геометрию.
Технология проведения работ: перед циклёвкой паркета обязательно снимаются плинтуса, поскольку мастер машинкой может их повредить. Паркетные плашки не должны шататься или выскакивать, а шляпки саморезов должны быть утоплены в дерево, так как можно повредить шлифовальное оборудование. Помимо самого оборудования, у мастера должен быть с собой полный набор абразивов (наждачная бумага) разной зернистости, которая заправляется в машинку и, собственно, шлифует паркетный пол. Обработку пола осуществляют под углом 45 градусов к продольному расположению волокон древесины — это нужно для того, чтобы максимально качественно выровнять плоскость пола без риска вырвать волокна или заполировать их до такой степени, что древесина потом не сможет впитать защитное покрытие (лак или масло).
Циклевание — работа достаточно пыльная, поэтому мастера следят за тем, чтобы оборудование было снабжено пылесборными мешками. А некоторые дополнительно привозят с собой строительный пылесос, чтобы произвести дополнительную уборку.
После того, как паркет отциклевали, мастер герметизирует щели специальным шпатлевочным раствором и покрывает паркет защитным покрытием в виде лака или масла.